# Erik Friedlander
Erik Friedlander (* 1. července 1960 New York City, New York, USA) je americký violoncellista a hudební skladatel. Ve svých šesti letech začal hrát na kytaru, o dva roky později pak na violoncello. Jeho otcem je fotograf Lee Friedlander. Spolupracoval například s Johnem Zornem, Mikem Pattonem, The Mountain Goats nebo Alanis Morissette. V roce 2007 interpretoval dvanáct Zornových skladeb na album Volac: Book of Angels Volume 8.